# 200 сигарет
«200 сигарет» (англ. 200 Cigarettes) — американский художественный фильм 1999 года в жанре комедии, драмы и мелодрамы. Главные герои комедии — несколько молодых жителей Нью-Йорка, которых объединяет новогодняя вечеринка. Сборы в мире составили 6,8 миллиона долларов.

## Сюжет
Действие фильма происходит в Нью-Йорке в канун нового, 1982 года. Моника готовит грандиозную вечеринку, но все гости непростительно опаздывают. Единственная пришедшая вовремя, Хиллари, вскоре сбегает. Тем временем кузина хозяйки вечера, старшеклассница Вэл, и её подруга Стэфи, приехавшие из пригорода, никак не могут найти адрес Моники. Блуждая по городу, они заходят в клуб, где знакомятся с панками Томом и Дэйвом. Неуклюжая и нерешительная Синди собирается на вечер с Джеком, который никогда не заводит серьёзных отношений. Люси чувствует притяжение к лучшему другу Кевину, который только что расстался со своей девушкой Элли. Подруги-соперницы Бриджет и Кейтлин положили глаз на симпатичного бармена. Эрик, бывший парень Моники, пытается понять, почему его всё время бросают девушки. Ещё одним героем является эксцентричный таксист, который весь вечер колесит по району и подвозит многих персонажей. В конечном счёте, все прибывают на вечеринку, в то время как Моника, изрядно выпившая в ожидании гостей, уже спит. Лишь проснувшись утром, она узнаёт, что её праздник удался.

## В ролях
| Актёр             | Персонаж |
| ----------------- | -------- |
| Бен Аффлек        | Бармен   |
| Кейси Аффлек      | Том      |
| Дейв Шаппелл      | Таксист  |
| Гильермо Диас     | Дэйв     |
| Энджела Федерстон | Кейтлин  |
| Джанин Гарофало   | Элли     |
| Гэби Хоффманн     | Стэфи    |
| Кейт Хадсон       | Синди    |
| Кэтрин Келлнер    | Хиллари  |
| Кортни Лав        | Люси     |
| Брайан Маккарди   | Эрик     |
| Джей Мор          | Джэк     |
| Николь Ари Паркер | Бриджет  |
| Марта Плимптон    | Моника   |
| Кристина Риччи    | Вэл      |
| Пол Радд          | Кевин    |